# Ehrhard Hütz

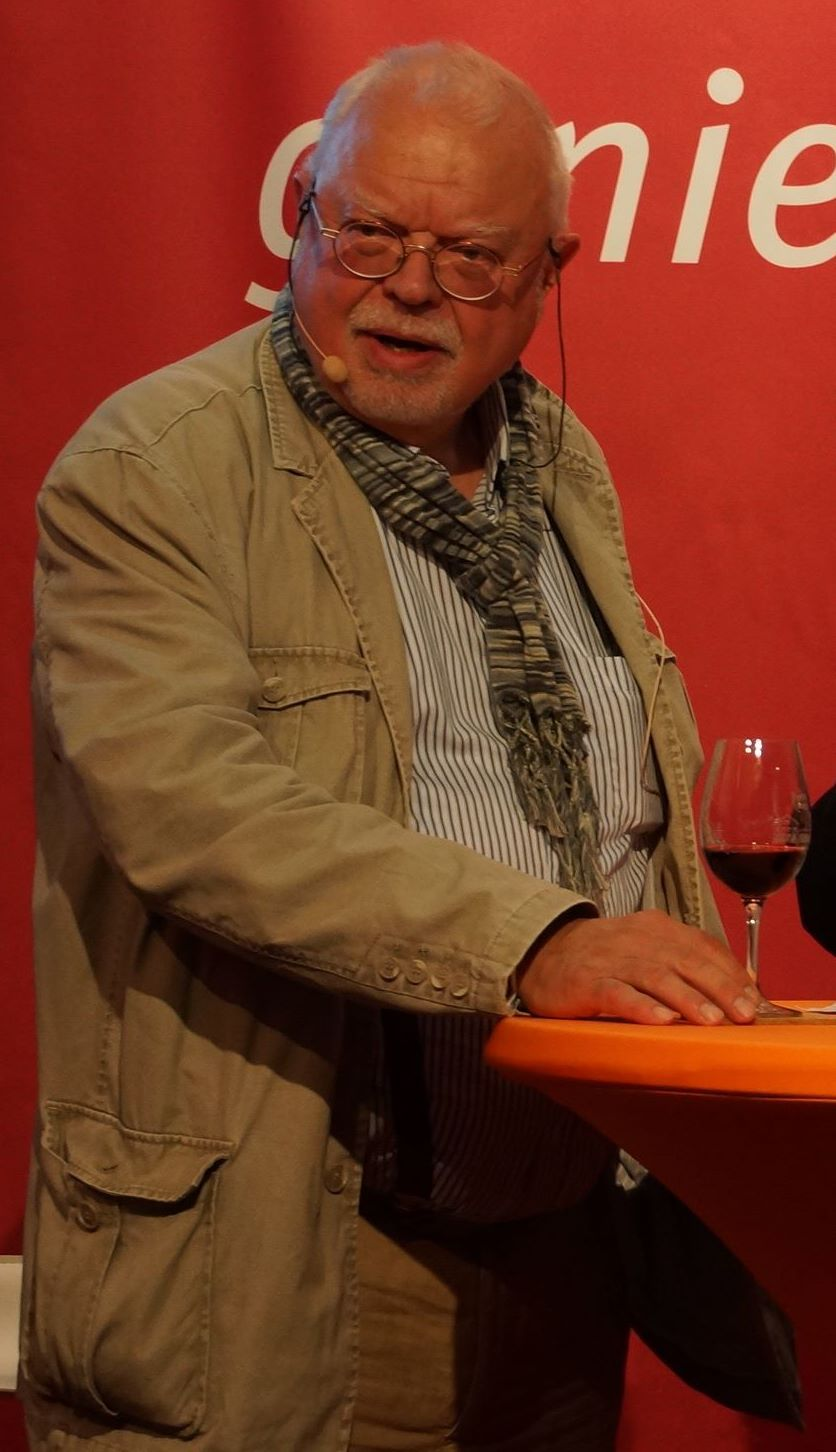
Ehrhard Hütz stellte das von ihm illustrierte Buch Öchslewutz und Killerhefen auf der Frankfurter Buchmesse 2014 vor

Ehrhard Hütz (* 1949 in Worms) ist ein deutscher Maler, Illustrator und Künstler.

## Leben und Wirken
Ehrhard Hütz unterrichtet als Kunstlehrer am Kunstgymnasium in Alzey. Er nennt sich „Berufsregionalist“, weil er Rheinhessische Heimatkunde mit dem Zeichenstift betreibt. Er wurde unter anderem durch seine „Oenorelle“ genannten rotweingefärbten Zeichnungen bekannt.
Für Wilfried Hilgert illustrierte er dessen Buch Mores, Zores un Maschores: Jiddisch - Hebräisch in unserer Mundart. Zusammen mit dem Weinkenner Hans-Jörg Koch gab Erhard Hütz 2014 das von ihm illustrierte Buch Öchslewutz und Killerhefen heraus.

## Werke
- Öchslewutz & Killerhefen, Verlag Matthias Ess, 2014, ISBN 978-3935516969
- Eisenbahn in Rheinhessen in Rheinhessen-Kalender 7, Verlag Hütz, Alzey-Heimersheim, 1992, ISBN 978-3927769144